# Aveiras de Baixo
Aveiras de Baixo is een plaats (freguesia) in de Portugese gemeente Azambuja en telt 1 355 inwoners (2001).